# Botswana na igrzyskach Wspólnoty Narodów
Botswana zadebiutowała na igrzyskach Wspólnoty Narodów w 1974 roku na igrzyskach w Christchurch. Kolejny start miał miejsce osiem lat później, w 1982 roku, w Brisbane, w Australii i od tamtej pory reprezentacja uczestniczyła we wszystkich organizowanych igrzyskach. Najwięcej medali (4) Botswana zdobyła w 2010 roku, podczas igrzysk w Nowym Delhi.

## Klasyfikacja medalowa
| Igrzyska          | Złoto | Srebro | Brąz | Razem |
| ----------------- | ----- | ------ | ---- | ----- |
| 1974 Christchurch | 0     | 0      | 0    | 0     |
| 1982 Brisbane     | 0     | 0      | 0    | 0     |
| 1986 Edynburg     | 0     | 0      | 1    | 1     |
| 1990 Auckland     | 0     | 0      | 0    | 0     |
| 1994 Victoria     | 0     | 0      | 1    | 1     |
| 1998 Kuala Lumpur | 0     | 0      | 0    | 0     |
| 2002 Manchester   | 0     | 2      | 1    | 3     |
| 2006 Melbourne    | 0     | 1      | 1    | 2     |
| 2010 Nowe Delhi   | 1     | 1      | 2    | 4     |
| Razem             | 1     | 4      | 6    | 11    |

### Według dyscyplin
| Dyscyplina    | Złoto | Srebro | Brąz | Razem |
| ------------- | ----- | ------ | ---- | ----- |
| Lekkoatletyka | 1     | 2      | 1    | 4     |
| Boks          | 0     | 2      | 4    | 6     |
| Bowls         | 0     | 0      | 1    | 1     |
| Razem         | 1     | 4      | 6    | 11    |